# Dominique Laboubée
Dominique Laboubée est un chanteur, auteur, musicien et compositeur français, connu comme leader et fondateur des Dogs, groupe de rock de la ville de Rouen,. Dominique Laboubée est né le 16 avril 1957 à Rouen et mort le 9 octobre 2002 à Worcester aux États-Unis, des suites d'un cancer du poumon lors d'une tournée américaine,.

## Dogs: 1973 - 2002
En 1973, le groupe se forme en Normandie, à Rouen. La formation comprend le chanteur et guitariste Dominique Laboubée, le guitariste Paul Peschenaert, le bassiste François Camuzeaux et le batteur Michel Gross. La dénomination du groupe est choisie par Laboubée, en référence aux nombreux titres de chansons comportant le mot « dog » qu'il affectionne. Le groupe reprend des classiques pop et rock comme notamment ceux des Flamin’ Groovies, des Kinks ou du Velvet Underground. Les créations s'orientent principalement en anglais. Le groupe débute sur quelques scènes de la côte normande, parmi lesquelles on note le casino de Saint-Valery-en-Caux.
Après un premier 45t en 1977, les Dogs publient une dizaine d'albums entre 1979 et 2002 dont Too Much Class for the Neighbourhood (1982) et Legendary Lovers (1983).

## Collaborations
En 1984 il participe à un album des Calamités.
Il compose les chansons du premier album de Louise Féron sorti en 1991, album produit par John Cale,.
En 1993, il participe à l'album N comme Never Again de Dani.

## Hommages
Depuis le 12 juillet 2007, la place de la rue Massacre à Rouen, située devant l'ancien disquaire Mélodies Massacre porte le nom de « place Dominique-Laboubée, auteur-compositeur, 1957-2002 ». Cette place s'orne à présent d'un portrait de Dominique Laboubée, réalisé par le pochoiriste Jef Aérosol.
En 2015 The Fleshtones lui consacrent une chanson publiée sur un 45 tours.